# Det Norske Forbundet av 1948
Det Norske Forbundet av 1948 (DNF-48; deutsch Der norwegische Verband von 1948) war eine norwegische LGBT-Rechtsorganisation. Sie wurde im Jahr 1950 gegründet und ging 1992 mit anderen LGBT-Organisationen in der heutigen Fri – foreningen for kjønns- og seksualitetsmangfold auf.

## Geschichte
Der Verband wurde im Mai 1950 als norwegischer Zweig der dänischen LGBT-Organisation Forbundet af 1948 gegründet und hieß zunächst Forbundet av 1948 – Norsk seksjon av Det Danske Forbundet af 1948. Rolf Løvaas wurde zum ersten Vorsitzenden gewählt. Im Jahr 1952 löste sich die norwegische Organisation schließlich von der dänischen ab und im Jahr 1953 erhielt sie den Namen Det Norske Forbundet av 1948. In dieser Zeit hatte die Organisation nur etwa 50 Mitglieder und nur vertrauenswürdige und diskrete Mitglieder wurden aufgenommen.
Kim Friele, die von 1966 bis 1970 dem DNF-48 vorstand und danach bis 1989 als Generalsekretärin diente, erklärte im Jahr 2015 in einem Interview, dass sich die Organisation zu ihrer Anfangszeit noch sehr zurückhaltend zeigte und viele Mitglieder Decknamen benutzten. Friele war schließlich die erste Vorsitzende, die verstärkt auch mit ihrem echten Namen die Öffentlichkeit suchte.
Im November 1992 wurde der DNF-48 mit weiteren LGBT-Organisationen zur Landsforeningen for lesbisk og homofil frigjøring („Landesvereinigung für lesbische und homosexuelle Emanzipation“) zusammengeführt. Diese wurde später in Landsforeningen for lesbiske, homofile, bifile og transpersoner („Landesvereinigung für Lesben, Homosexuelle, Bisexuelle und Transpersonen“) umbenannt. Heute firmiert der Verband unter dem Namen FRI – Foreningen for kjønns- og seksualitetsmangfold.

## Aktivität
Der DNF-48 setzte sich dafür ein, dass homosexuelle Handlungen zwischen Männern entkriminalisiert werden, was schließlich im Jahr 1972 geschah. Auch kämpften die Mitglieder für Gesetze, die die Diskriminierung von Personen aufgrund ihrer sexuellen Orientierung verbieten und die Partnerschaften von gleichgeschlechtlichen Paaren ermöglichen. Im Jahr 1977 wurde Homosexualität in Norwegen schließlich von der Lister der psychischen Erkrankungen entfernt, wofür der DNF-48 zuvor länger kämpfte. Ein weiteres Einsatzgebiet war unter anderem die Aufklärung rund um die HIV-Ansteckungen.
In einer Broschüre aus dem Jahr 1951 führte die Organisation den heute im Norwegischen gängigen Begriff „homofili“ (Homophilie) für das negativ behaftete Wort „homoseksualitet“ (Homosexualität) ein.
Im Jahr 1965 nahm Kim Friele an einem Radioprogramm des Norsk rikskringkasting teil, in dem erstmals öffentlich im Radio über Homosexualität gesprochen wurde.